# Corte General de Massachusetts
La Corte General de Massachusetts (en inglés: Massachusetts General Court) es la legislatura estatal (órgano encargado del Poder legislativo) del estado de Massachusetts, en Estados Unidos. El nombre "Corte General" es un remanente de los primeros días de la colonia de la bahía de Massachusetts, cuando la asamblea colonial, además de hacer leyes, se sentaba como una corte judicial de apelaciones . Antes de la adopción de la constitución estatal en 1780, se llamaba Corte Grande y General, pero el título oficial fue abreviado por John Adams, autor de la constitución estatal . Es un cuerpo bicameral. La cámara alta es el Senado de Massachusetts, compuesto por 40 miembros. La cámara baja, la Cámara de Representantes de Massachusetts, tiene 160 miembros (hasta 1978, tenía 240 miembros). La legislatura reúne en la Casa del Estado de Massachusetts, en Boston .
La actual presidenta del Senado es Karen Spilka y el portavoz de la Cámara es Ronald Mariano . Desde 1959, los demócratas han controlado ambas cámaras de la Corte General de Massachusetts, a menudo por grandes mayorías. Los demócratas obtuvieron supermayorías a prueba de veto en ambas cámaras durante parte de la década de 1990 (es decir, suficientes votos para anular los vetos de un gobernador)  y actualmente también tienen supermayorías en ambas cámaras.
Los senadores y representantes estatales sirven términos de dos años. No hay límites de mandato; en 1994 se promulgó un límite de mandato por iniciativa en Massachusetts, pero en 1997 fue derogado por la Corte Judicial Suprema de Massachusetts, que dictaminó que era un intento inconstitucional de proporcionar requisitos adicionales para el cargo por ley, en lugar de una enmienda constitucional.
La legislatura funciona a tiempo completo, aunque no en la misma medida que en la vecina Nueva York o algunos otros estados.

## Historia

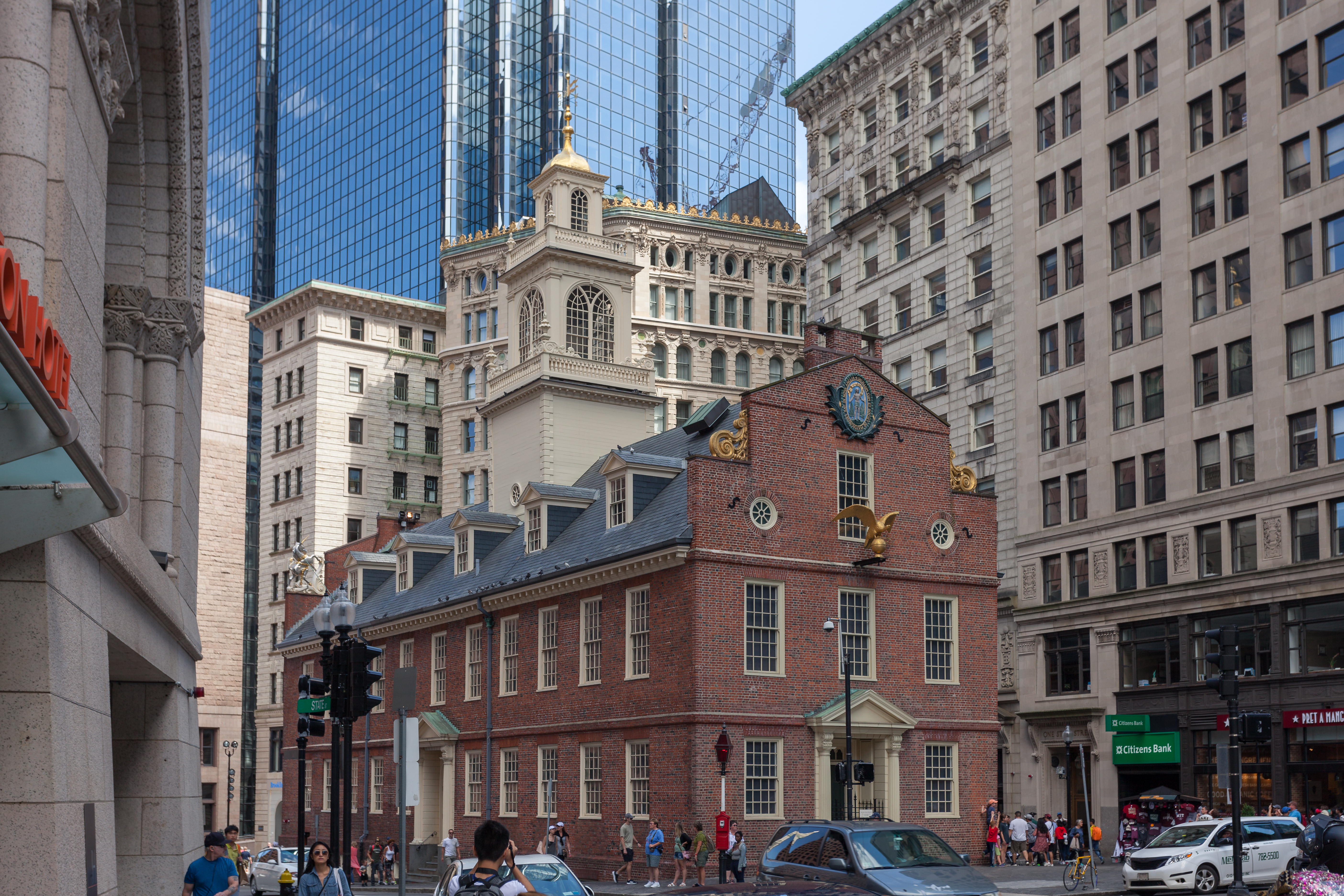
Old State House en Boston, sede de la Corte General, 1713-1798

### Colonia de la bahía de Massachusetts
La historia más antigua de la Corte General se encuentra en la constitución original de 1629. La Compañía de la Bahía de Massachusetts, en Nueva Inglaterra, era una sociedad anónima autorizada por la realeza fundada en 1628 en Londres. Al igual que otras sociedades anónimas de la época, la primera Corte General fue una reunión de accionistas, conocidos como hombres libres ("freemen"). La "Gran Corte General" se reuniría en Londres y elegiría a sus funcionarios y miembros de la misma manera que otras compañías coloniales constituidas de la época, como la Compañía de Virginia y la Compañía Británica de las Indias Orientales. Los hombres libres se reunirían anualmente para elegir representantes en la forma de un gobernador real, un vicegobernador y un consejo formado por los directores de la Compañía. Estos funcionarios debían haber consentido regiamente el control gubernamental de la colonia y serían encargados de la administración y defensa de la plantación colonial. La primera Corte reunida estaría formada por estos miembros para discutir y evaluar la situación de la colonia.
La primera reunión de la Corte General original tuvo lugar en Londres, en 1629. La Corte General eligió a John Endicott como su representante en la colonia. Poco después, el gobernador John Winthrop y el vicegobernador Thomas Dudley rompieron con el protocolo cuando ellos mismos viajaron a Nueva Inglaterra y trasladaron al gobierno a la bahía de Massachusetts. Junto a ellos acudieron los accionistas de la empresa y el Consejo o Asistentes.
Una vez en la colonia de la bahía de Massachusetts, el nuevo gobierno se reorganizó por conveniencia. En lugar de intentar reunir a todos los accionistas en la reunión de la Corte General, el gobierno decidió que cada pueblo eligiera dos representantes para enviar en su lugar. La Corte General se convirtió en una legislatura bicameral de facto en virtud de la distinción entre los delegados elegidos por las ciudades y el Consejo de Asistentes. Los asistentes actuaban como magistrados y consejeros de jurisprudencia, sin embargo cuando estaban en sesión actuaban como una especie de Cámara Alta. Se necesitaba su asentimiento y aprobación para que se pudiera aprobar cualquier decisión de la cámara de delegados. La nueva legislatura fue elegida anualmente.
El sufragio estaba permitido solo para los hombres que eran miembros puritanos de la iglesia y miembros de la corporación. Esta Corte General eliminó todas las restricciones feudales sobre la población y codificó una Declaración de derechos y poderes del poder judicial. La Corte General también consagró las Leyes de Moisés como código legal bajo la discreción de los magistrados locales creando un estado teocrático cuasi democrático.
Por votos de la Corte General en la década de 1630, el sistema de gobierno cambió para tener un gobernador electo y restringir la lista de "hombres libres" a aquellos afiliados a ciertas iglesias puritanas. En 1634, después de una queja, la carta no se estaba cumpliendo, un compromiso resultó en la recomposición de la Corte General como dos diputados elegidos por hombres libres en cada ciudad. Los problemas con un caso judicial dieron lugar a otra reforma en 1638, donde el Consejo de Asistentes se convirtió en una cámara alta que se sentó por separado, con el consentimiento de ambas cámaras requerido para aprobar la legislación.
La moneda fue otro problema en las colonias. En 1652, la legislatura de Massachusetts autorizó a John Hull a producir monedas (maestro de ceca). La Casa de la Moneda de Hull produjo varias denominaciones de monedas de plata, incluido el chelín de pino, durante más de 30 años hasta que la situación política y económica hizo que operar la casa de moneda ya no fuera práctico. Sobre todo político para el rey Carlos II de Inglaterra, considerado la alta traición de la "Casa de la Moneda de Hull", delito que en el Reino Unido, que tenía un castigo mediante ahorcamiento, arrastre y descuartizamiento. El 6 de abril de 1681, Randolph presentó una petición al rey, informándole que la colonia todavía estaba acuñando sus propias monedas, lo que él vio como alta traición y creía que era suficiente para anular la carta. Pidió que se emitiera un mandamiento judicial de quo warranto (una acción legal que requiere que el acusado demuestre qué autoridad tiene para ejercer algún derecho, poder o franquicia que afirman tener) contra Massachusetts por las violaciones".

### Provincia de la bahía de Massachusetts
Tras el colapso del Dominio de Nueva Inglaterra en la Revolución Gloriosa de 1689, los Asistentes convocaron una asamblea de delegados de cada ciudad para reformar la Corte General.
Con la Carta de Massachusetts en 1691, la provincia de la bahía de Massachusetts anexó a la colonia de Plymouth, que, junto con el distrito de Maine y las islas de Cabo Cod, Martha's Vineyard y Nantucket iban a ser una extensión de Massachusetts y, por tanto, estarían bajo la autoridad de la Corte General.
Bajo este nuevo sistema, la calificación religiosa, que el sufragio sea solo para hombres puritanos, se cambió a una calificación de propiedad. Los Asistentes también se cambiaron oficialmente a un Consejo de Gobernador para ser seleccionados por el gobernador para actuar como una cámara alta, así como un consejo de asesoramiento y consentimiento . Todas las leyes aprobadas por la Corte General debían ser aprobadas por el Real Gobernador de la provincia. Los poderes del monarca también se ampliaron en este nuevo sistema. El Rey tenía el control total de los asuntos marítimos y actuó como ejecutivo, a través del Gobernador Real, para hacer cumplir la ley comercial.
Esta separación de poderes dio lugar a algunas fricciones con el gobernador Real y la Corte General. La Corte General retuvo el poder sobre el gasto y el presupuesto y mientras los Oficiales Reales, en la forma del Gobernador, el Consejo del Gobernador, etc. tenían más autoridad ejecutiva, la Corte podría causar un estancamiento político si no se cumplían sus demandas. Incluso el poder de reserva del gobernador para disolver la Corte General fue ineficaz porque se tuvo que elegir una nueva asamblea al año siguiente.
Con la aprobación de las leyes intolerables por el Parlamento de Gran Bretaña se produjo una agitación política en la provincia. Con el desorden político causado cuando Thomas Gage, entonces el gobernador real, canceló las nuevas elecciones para la Corte General, y en 1774 la asamblea se disolvió esencialmente. Esto permitió al gobernador gobernar por decreto y nombrar gobiernos municipales.
Desafiando la ley y el gobernador británicos, los miembros de la Corte General formaron el Congreso Provincial de Massachusetts y tomaron el control de la colonia, excepto Boston, donde las tropas del gobernador mantuvieron el control hasta que las tropas británicas huyeron de Boston el 17 de marzo de 1776. El Consejo del Gobernador actuó como ejecutivo en ausencia del gobernador y el vicegobernador, administrando las fuerzas rebeldes de la colonia durante los primeros años de la Guerra Revolucionaria Americana, que comenzó en Massachusetts en las batallas de Lexington y Concord el 19 de abril de 1775. La Asamblea General declaró a Massachusetts independiente de Gran Bretaña el 1 de mayo de 1776. Con la guerra aún en curso, las demandas de reforma del gobierno dieron como resultado la Convención Constitucional de Massachusetts de 1778, pero el texto propuesto por la legislatura fracasó en un referéndum de votantes en todo el estado. La Convención Constitucional de Massachusetts de 1779-1780 fue celebrada por un cuerpo especialmente elegido, y el texto resultante, después de la enmienda y ratificación, se convirtió en la constitución estatal actual.

### Historia posterior
La actual Corte General de Massachusetts se ha reunido como la legislatura de la Commonwealth de Massachusetts desde la adopción de la Constitución de Massachusetts en 1780. El cuerpo estaba en funcionamiento antes de que Massachusetts se convirtiera en un estado de EE. UU., el 6 de febrero de 1788.
Las primeras sesiones, que comenzaron en 1780, fueron sesiones elegidas de un año para ambas cámaras. Esto se amplió a sesiones de dos años a partir de la 142.a Corte General en enero de 1921. A partir de entonces, el año legislativo se definió como: "El primer año legislativo que comienza con la apertura de la sesión bienal y finaliza a la medianoche del martes anterior al primer miércoles del año siguiente. El segundo año legislativo comienza el primer miércoles del segundo año y finaliza cuando la legislatura prorroga o el martes a la medianoche anterior al primer miércoles del año siguiente.
Watson F. Hammond, elegido en 1885, fue el primer nativo americano en ser electo como miembro del cuerpo.
Florence Slocomb fue una de las tres primeras mujeres de la Commonwealth en ser elegida para la legislatura estatal, y la primera mujer de Worcester en ganar un escaño legislativo estatal, representando ese distrito de 1926 a 1928.
Althea Garrison fue elegida para la Cámara de Representantes de Massachusetts en 1992 y es conocida como la primera persona transgénero en servir en una legislatura estatal en los Estados Unidos. Fue expuesta en contra de su voluntad después de las elecciones y cumplió un mandato.
A partir de 2018, la Corte General estaba compuesta por un 75% de representación masculina y un 25% de representación femenina.
El actual periodo, el número 192 de la Corte General de Massachusetts se reunirá desde principios de 2021 hasta finales de 2022.

## Cámaras

### Senado
Hay 40 distritos senatoriales en Massachusetts, llamados así por los condados en los que están ubicados. Cada distrito del Senado estatal contiene aproximadamente 164.000 constituyentes.
La composición actual del Senado es de 37 demócratas y 3 republicanos .

### Cámara de Representantes
Cada Representante representa a unos 41.000 residentes. El presidente de la Cámara ha sido históricamente bastante poderoso, ejerciendo una influencia significativa sobre todos los aspectos del gobierno estatal.
Los distritos representativos reciben el nombre del condado principal en el que están ubicados y tienden a permanecer dentro de un condado, aunque algunos distritos contienen partes de condados adyacentes. La composición actual de la Cámara es de 128 demócratas, 30 republicanos y 1 miembro no inscrito.
La Corte General es responsable de promulgar leyes en el estado. Los dos poderes legislativos trabajan simultáneamente en las leyes pendientes que se les presentan.
La elaboración de leyes comienza cuando los legisladores, o sus delegados, presentan peticiones acompañadas de proyectos de ley, resoluciones u otro tipo de legislación por vía electrónica, utilizando el Sistema de Flujo de Trabajo Legislativo Automatizado (LAWS). La legislación presentada electrónicamente se recibe en la oficina del Secretario de la Cámara o del Senado, donde las peticiones, proyectos de ley y resoluciones se registran en un libro de registro electrónico. Los secretarios numeran las facturas y las asignan a los comités conjuntos correspondientes. Hay 26 de estos comités, cada uno responsable de estudiar los proyectos de ley que pertenecen a un área específica (es decir, impuestos, educación, atención médica, seguros, etc. ). Generalmente, cada comité está compuesto por seis senadores y once representantes. Los comités permanentes programan audiencias públicas para los proyectos de ley individuales, que brindan a los ciudadanos, legisladores y cabilderos la oportunidad de expresar sus puntos de vista. Los miembros del comité se reúnen posteriormente en una sesión ejecutiva para revisar el testimonio público y discutir los méritos de cada proyecto de ley antes de hacer sus recomendaciones a todos los miembros de la Cámara o el Senado. Tenga en cuenta que el público aún puede observar las sesiones "ejecutivas", pero no puede participar en estas reuniones. Luego, el comité emite su informe, recomendando que un proyecto de ley "debería aprobarse" o "no debería aprobarse" y el informe se envía a la oficina del secretario.
La primera lectura de un proyecto de ley informado favorablemente es automática y generalmente ocurre cuando el informe del comité aparece en el Diario de la Cámara o el Senado. Los asuntos que no requieren referencia a otro comité conjunto, de la Cámara o del Senado se remiten, después de la primera lectura, sin debate al Comité de Reglas del Senado si se informan en el Senado, excepto que ciertas leyes especiales (relativas a una ciudad o pueblo) se colocan directamente en el Calendario del Senado (Órdenes del Día) o, sin debate, al Comité de Dirección, Política y Programación de la Cámara si se informa a la Cámara. Los informes de las Reglas del Senado o de la Dirección, Política y Programación de la Cámara se colocan en el Calendario de la Cámara que recibe el informe para una segunda lectura. Si un proyecto de ley informado favorablemente por un comité conjunto afecta la atención médica, el Secretario de la Cámara o el Senado lo remite al comité conjunto de Financiamiento de la Atención Médica; y la primera lectura se retrasa hasta el próximo informe favorable, lo que permite que el Financiamiento de la atención médica informe a la Cámara o al Senado. El Comité de Financiamiento de la Atención Médica debe proporcionar un costo estimado de la factura al realizar su informe. Si el costo estimado es menor a $ 100,000, la factura pasa por alto tener que ser referida a Medios y Vías. Si un proyecto de ley no está relacionado con la atención médica, pero afecta las finanzas del Estado Libre Asociado, o, si el Comité de Financiamiento de la Atención Médica lo informa con un costo estimado superior a $ 100,000, se remite al Comité de Vías y Vías del Senado o la Cámara de Representantes. Medios después de la primera lectura. Los informes adversos ("no deberían aprobarse") también se remiten al Comité de Dirección y Política del Senado o se colocan sin debate en las Órdenes del Día para la próxima sesión de la Cámara. La aceptación por cualquiera de las ramas de un informe adverso se considera el rechazo final y el asunto del asunto. Sin embargo, un informe adverso puede anularse. Un miembro puede hacer la moción para sustituir el proyecto de ley por el informe y, si la moción para sustituir se aprueba, el asunto pasa a su primera lectura y sigue el mismo procedimiento que si el comité lo informara favorablemente.

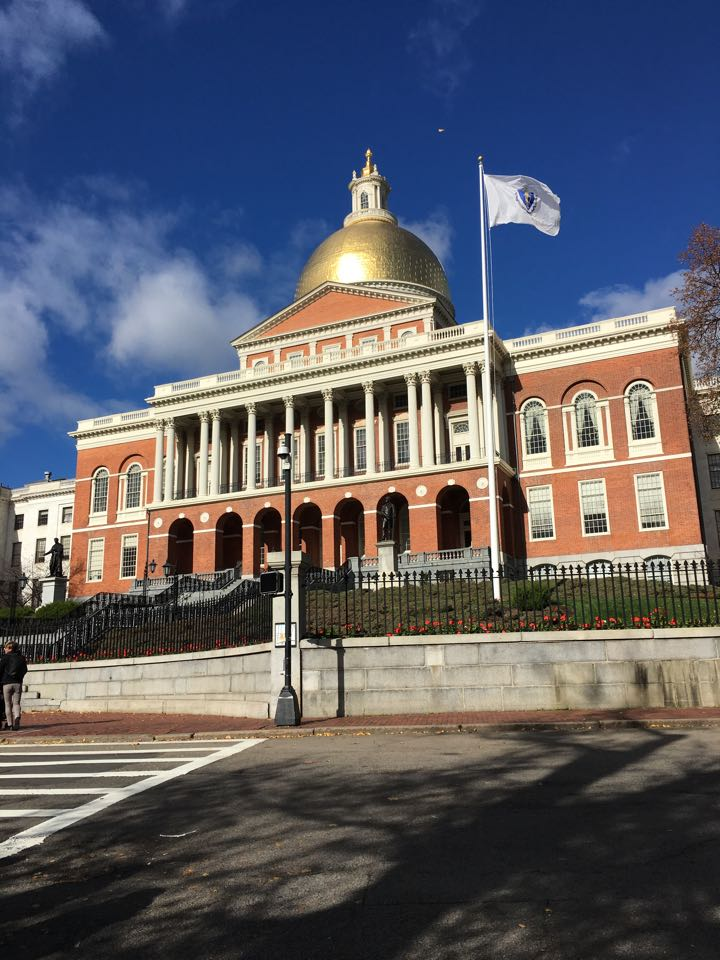
La Casa del Estado de Massachusetts, sede de la Corte General y del Gobernador desde 1798.

Después de que un proyecto de ley toma su segunda lectura, está abierto al debate sobre enmiendas y mociones. Tras el debate, se vota y si el proyecto de ley recibe el voto favorable de los miembros, se ordena a una tercera lectura y se remite a la Comisión de Proyectos de Ley en la Tercera Lectura. Esto equivale a la aprobación preliminar del proyecto de ley en esa sucursal. Ese comité examina los puntos técnicos, así como la legalidad y constitucionalidad de la medida, y vela por que no duplique ni contradiga la normativa vigente. Luego, el comité emite un informe y devuelve el proyecto de ley a la Cámara o al Senado para su tercera lectura. En ese momento, los legisladores pueden seguir debatiendo y enmendar el proyecto de ley. Después de la tercera lectura, el cuerpo vota sobre "aprobar el proyecto de ley para estar absorto".
Luego, el proyecto de ley debe pasar por tres lecturas y ser absorbido por la segunda rama legislativa. Si eso ocurre, se envía a la División Legislativa Absorbente donde es mecanografiada en pergamino especial de acuerdo con las Leyes Generales. Sin embargo, si la segunda rama aprueba una versión enmendada del proyecto de ley, la legislación vuelve a la rama original para un voto de acuerdo con la enmienda. Si se rechaza la concurrencia, se puede formar un comité de conferencia compuesto por los tres miembros de cada rama legislativa que representen a ambos partidos políticos para llevar a cabo una ley de compromiso. Cuando se llega a un compromiso, el proyecto de ley se envía a ambos poderes legislativos para su aprobación.
Un voto "para promulgar" el proyecto de ley, primero en la Cámara y luego en el Senado, es el paso final en la aprobación de un proyecto de ley por parte de la legislatura. Después de la promulgación, el proyecto de ley pasa al gobernador, quien puede firmar el proyecto de ley y permitir que se convierta en ley sin firmarlo (si el gobernador retiene el proyecto de ley durante diez días sin tomar ninguna medida mientras la legislatura está en sesión, se convierte en ley sin su firma), vetarlo o devolverlo a la legislatura con los cambios recomendados. Si la legislatura ha concluido su sesión anual y el gobernador no firma el proyecto de ley dentro de los diez días, muere. Esto se conoce como un " veto de bolsillo ". Este período de diez días incluye domingos y feriados, incluso si caen en el décimo día, y comienza el día después de que la legislación se deposita en el escritorio del gobernador.
Un proyecto de ley firmado por el gobernador, o aprobado por dos tercios de ambas ramas con su veto, se convierte en ley. Suele ser eficaz en noventa días. El día después de que el gobernador firma el proyecto de ley se considera el primer día, y cada día siguiente, incluidos los domingos y feriados, se cuenta hasta el nonagésimo. Las leyes consideradas de "emergencia" por naturaleza entran en vigencia inmediatamente después de su firma si la legislatura ha votado a favor de adjuntar un "preámbulo de emergencia" al proyecto de ley. La adopción del preámbulo requiere el voto permanente de dos tercios de los miembros. El gobernador también puede declarar una ley de emergencia y hacerla efectiva de inmediato. Un acto especial entra en vigor treinta días después de su firma, a menos que contenga una disposición que lo haga efectivo inmediatamente.